# Microcercis
Microcercis is een vliegengeslacht uit de familie van de halmvliegen (Chloropidae).

## Soorten
- M. trigonella (Duda, 1933)